# Shona Rubens
Shona Rubens (* 31. Oktober 1986 in Sydney, Australien) ist eine ehemalige kanadische Skirennläuferin. Sie gehörte von 2005 bis 2010 dem kanadischen Nationalteam an und startete in allen Disziplinen. Die sechsfache Kanadische Meisterin fuhr im Weltcup fünf Mal unter die schnellsten 20 und gewann vier Rennen im Nor-Am Cup.

## Biografie
Rubens wuchs in Canmore auf und war Schülerin der National Sport School in Calgary. Im Dezember 2001 nahm sie erstmals an FIS-Rennen und Bewerben im Nor-Am Cup teil. Bereits im Februar 2002 konnte sie ihre ersten FIS-Rennen gewinnen. In der Nor-Am-Saison 2004/05 fuhr sie in den beiden Abfahrten von Lake Louise erstmals auf das Podest und erreichte in der Abfahrtswertung den zweiten Platz. Bei den Juniorenweltmeisterschaften 2005 im italienischen Bardonecchia war ihr bestes Resultat Rang sechs in der Abfahrt.
Nach den guten Leistungen im Nor-Am Cup wurde sie 2005 in das Nationalteam des Kanadischen Skiverbandes aufgenommen und startete ab der Saison 2005/06 auch im Weltcup. Bereits in ihrem zweiten Rennen, der Abfahrt von Lake Louise am 2. Dezember 2005, erreichte sie mit Startnummer 58 den 15. Platz. Mit dem 18. Platz in der Abfahrt von St. Moritz am 21. Januar gelang ihr die Qualifikation für die Olympischen Winterspiele 2006 in Turin. Dort belegte sie den 26. Abfahrtsrang, in der Kombination schied sie im ersten Slalomdurchgang aus. Kurz darauf wurde sie bei den Juniorenweltmeisterschaften 2006 Fünfte im Super-G und Zwölfte in der Abfahrt. Im Nor-Am Cup erreichte sie in dieser Saison vier Podestplätze.
In der folgenden Weltcupsaison war ihr bestes Resultat der 18. Platz in der Super-Kombination von Zauchensee am 14. Januar 2007. Weitere dreimal fuhr sie unter die besten 30. Im Nor-Am Cup gelang Rubens in der Saison 2006/07 im Riesenslalom von Mont Sainte-Anne der erste Sieg. Mit weiteren fünf Podestplätzen kam sie auf den zweiten Platz in der Slalomwertung, den dritten Platz in der Riesenslalomwertung und auf Rang vier im Gesamtklassement. Bei den Weltmeisterschaften im schwedischen Åre belegte sie Platz 18 in der Abfahrt und Rang 25 im Riesenslalom, den Slalom und die Super-Kombination konnte sie nicht beenden. Zu Saisonende wurde sie Kanadische Meisterin im Slalom, im Super-G und in der Abfahrt.
Nach einer Knieverletzung konnte Rubens die Saison 2007/08 erst im Januar beginnen. Sie konzentrierte sich während der nächsten 15 Monate auf die technischen Disziplinen, konnte im Weltcup aber in keinem Rennen punkten. Im Nor-Am Cup hingegen konnte sie sofort wieder an ihre früheren Leistungen anschließen und feierte am 13. März 2008 im Riesenslalom von Whiteface Mountain ihren zweiten Sieg. In der Saison 2008/09 gewann sie den Slalom von Nakiska und in Mammoth Mountain gleich ihren ersten Super-G nach der Verletzungspause. In der Endwertung wurde sie Zweite im Riesenslalom und Gesamt-Dritte. Bei den kanadischen Meisterschaften 2009 siegte Rubens zum dritten Mal in Folge im Slalom und gewann zum zweiten Mal die Abfahrt.
In der Saison 2009/10 startete Rubens auch im Weltcup wieder in den schnellen Disziplinen, während sie im Nor-Am Cup in diesem Winter an keinen Rennen teilnahm. Nachdem sie in der ersten Saisonhälfte nur selten die Weltcup-Punkteränge erreicht hatte, erzielte sie am 29. Januar 2010 mit Platz zehn in der Super-Kombination von St. Moritz das beste Weltcupergebnis ihrer Karriere. Bei den Olympischen Winterspielen 2010 in Vancouver wurde sie 12. in der Super-Kombination, 21. in der Abfahrt und 28. im Riesenslalom. Im April 2010 gab Rubens ihren Rücktritt vom Skirennsport bekannt.

## Sportliche Erfolge

### Olympische Winterspiele
- Turin 2006: 26. Abfahrt
- Vancouver 2010: 12. Super-Kombination, 21. Abfahrt, 28. Riesenslalom

### Weltmeisterschaften
- Åre 2007: 18. Abfahrt, 25. Riesenslalom

### Weltcup
- Fünf Platzierungen unter den besten 20, davon einmal unter den besten zehn

### Nor-Am Cup
- Saison 2004/05: 6. Gesamtwertung, 2. Abfahrt, 10. Super-G
- Saison 2005/06: 10. Gesamtwertung, 5. Riesenslalom, 7. Abfahrt
- Saison 2006/07: 4. Gesamtwertung, 2. Slalom, 3. Riesenslalom
- Saison 2007/08: 6. Riesenslalom, 8. Slalom
- Saison 2008/09: 3. Gesamtwertung, 2. Riesenslalom, 7. Slalom

Insgesamt 17 Podestplätze, davon 4 Siege:
| Datum            | Ort                | Land               | Disziplin    |
| ---------------- | ------------------ | ------------------ | ------------ |
| 4. Jänner 2007   | Mont Sainte-Anne   | Kanada             | Riesenslalom |
| 13. März 2008    | Whiteface Mountain | Vereinigte Staaten | Riesenslalom |
| 2. Februar 2009  | Nakiska            | Kanada             | Slalom       |
| 10. Februar 2009 | Mammoth Mountain   | Vereinigte Staaten | Super-G      |

### Juniorenweltmeisterschaften
- Bardonecchia 2005: 6. Abfahrt, 28. Slalom, 32. Super-G
- Québec 2006: 5. Super-G, 12. Abfahrt, 38. Slalom

### Kanadische Meisterschaften
- 6 kanadische Meistertitel (Slalom 2007, 2008 und 2009, Abfahrt 2007 und 2009, Super-G 2007)

### Weitere Erfolge
- 25 Siege in FIS-Rennen